# Куантико (сериал)
„Куантико“ (на английски: Quantico) е американски сериал, създаден от Джошуа Сафран, чиято премиера е по ABC на 27 септември 2015 г. Подновен е за втори сезон на 3 март 2016 г.

## Резюме
Главният герой Алекс Париш е заподозряна в извършването на терористична атака над метро станцията в Ню Йорк, която се превръща и в най-голямата атака след 11 септември 2001 година. Историята ни връща няколко месеца назад към първите ѝ дни в академията на ФБР в Куантико, Вирджиния, където се преплитат съдбите и на останалите в академията и всички си имат своите проблеми, тайни и причини, за да влязат в нея. Всеки един от тях е възможен извършител на терористичната атака и Алекс се заема със задачата да го открие и така да оневини и себе си.

## „Куантико“ в България
В България сериалът започва на 2 май 2016 г. по Fox, всеки делник от 21:00 с повторение на следващия ден от 12:20. От 8 ноември 2016 г. се излъчва втори сезон. Трети сезон също е излъчен. В първи и втори сезон дублажът е на Александра Аудио, а в трети е на Андарта Студио. Ролите се озвучават от Стефания Георгиева в първи сезон, Надя Полякова, Ева Данаилова от втори сезон, Христо Димитров в първи и втори, Явор Караиванов, Стоян Цветков и Станислав Димитров в трети сезон.